# Оді Пейн
О́ді Пейн-молодший (англ. Odie Payne Jr.; 27 серпня 1926, Чикаго, Іллінойс — 1 березня 1989, там само) — американський блюзовий ударник. Записувався з Тампою Редом, Джуніором Веллсом, Елмором Джеймсом і Мадді Вотерсом.

## Біографія
Народився 27 серпня 1926 року в Чикаго (Іллінойс). Син Оді і Лени Пейн. З раннього дитинства захоплювався музикою. Слухав музику різних жанрів та напрямків: класичну, популярну, мюзикли, біг-бенди. В юності часто бував у музичних клубах, де слухав і спостерігав за грою барабанщиків. Займався музикою у середній школі, а після закінчення був призваний на службу в армію. Після проходження служби навчався грі на барабанах у школі перкусії Роя К. Кнеппа, яку закінчив з відзнакою. З 1949 року грав із Джонні Джонсом, тоді ж познайомився з Тампою Редом і приєднався до його гурту.
У 1952 році Пейн і Джонс увійшли до складу гурту Елмора Джеймса the Broomdusters. Пейн грав у гурті впродовж 3 років, однак записувався з Джеймсом аж до 1959 року — усього був записаний 31 сингл («I Held My Baby Last Night», «Early In The Mornin», «Wild About You», «The 12 Year Old Boy», «It Hurts Me Too»). Став високо цінуватись як сесійний музикант, і наприкінці 1950-х взяв участь у найбільш знакових записах лейблу Cobra, а саме Отіса Раша, Меджика Сема і Бадді Гая. Пейн записувався на студії Chess, у точу числі взяв участь у записах відомих пісень Чака Беррі, наприклад «Nadine», «Lonely Schooldays» і «No Particular Place to Go». Також записувався з іншими відомими музикантами Chess, серед яких Отіс Раш, Сонні Бой Вільямсон II, Мадді Вотерс, Джиммі Роджерс, Едді Тейлор, Меджик Сем, Єнк Рейчелл, Сліпі Джон Естес, Літтл Бразер Монтгомері, Мемфіс Мінні та ін.
У 1960-х записувався з Джуніором Веллсом і Меджиком Семом на лейблі Delmark.
Помер 1 березня 1989 року у віці 62 років в Чикаго. Батько музикантів Дарлін Пейн-Веллс і д-ра Оді Пейна III.

## Манера гри
Пейн передусім відомий завдяки розробленої ним техніки «подвійного шаффлу», яку в нього перейняли двоє інших відомих чиказьких ударників: Фред Білоу і Сем Лей. Пейн часто використовував педаль басового барабану у надшвидкому режимі, протяжні пробіжки по цимбалах, мав особливу симпатію до звучання ковбелл («коров'ячий дзвін»).